# Androsace chaixii
Androsace chaixii là một loài thực vật có hoa trong họ Anh thảo. Loài này được Gren. & Godr. mô tả khoa học đầu tiên năm 1853.